# Kościół Świętego Judy Tadeusza Apostoła w Gdańsku
Kościół św. Judy Tadeusza w Gdańsku – rzymskokatolicki kościół parafialny znajdujący się w Gdańsku w dzielnicy Łostowice. Wchodzi w skład dekanatu Gdańsk-Łostowice archidiecezji gdańskiej.

## Historia
- 1982 - rozpoczęcie budowy kościoła wg projektu architekta Tadeusza Skwiercza.
- 2 lutego 1983 - erygowanie parafii.
- 1986 - zakończenie budowy kościoła.[1]
- 23 listopada 1986 - Arcybiskup Tadeusz Gocłowski poświęcił kościół.

## Opis
Kościół jest murowany z cegieł. Wewnątrz znajduje się ołtarz główny, ambona, oraz tabernakulum (wykonane z marmuru). Nad tabernakulum umieszczony jest obraz Jezusa Miłosiernego, a pod nim, po lewej stronie obraz Matki Bożej Nieustającej Pomocy. W kościele znajdują się wmurowane w ścianę ołtarzy boczne z obrazami MB Częstochowskiej i św. Judy Tadeusza. Nad wejściem do kościoła, na stalowej konstrukcji, umieszczony jest dzwon.